# Relations entre l'Irlande et Taïwan
Les relations entre l'Irlande et Taïwan désignent les relations internationales s'exerçant entre, d'une part, l'Irlande, et de l'autre, la république de Chine.
En l'absence de relations diplomatiques officielles entre les deux États, Taïwan est représenté auprès de l'Irlande par un bureau de représentation.

## Relations diplomatiques
Alors que l'Irlande accède à son indépendance en 1922 en tant qu'État libre d'Irlande, elle n'entretient aucune relation diplomatique officielle avec la république de Chine. Après 1949, date de la proclamation de république populaire de Chine, l'Irlande n'établit pas dans l'immédiat de relations diplomatiques, que ce soit avec les autorités de Taipei ou de Pékin.
Le 25 octobre 1971, l'Irlande se prononce en faveur de la résolution 2758 de l'Assemblée générale des Nations unies, qui sera alors adoptée, actant l'intégration de la république populaire de Chine aux Nations unies aux dépens de la république de Chine.
Le 12 juillet 1988, un bureau de représentation de Taipei est ouvert en Irlande sous le nom de Free China Center in Ireland. Il est renommé à deux reprises quelques années plus tard, sous le nom de Taipei Economic and Cultural Office in Ireland le 2 mai 1991, puis en tant que Taipei Representative Office in Ireland le 18 août 1995. En contrepartie, le bureau irlandais à Taïwan, l'Institute for Trade and Investment, ouvre en août 1989 ; il cesse ses activités en janvier 2012 pour raisons budgétaires.